# Carl Isambert

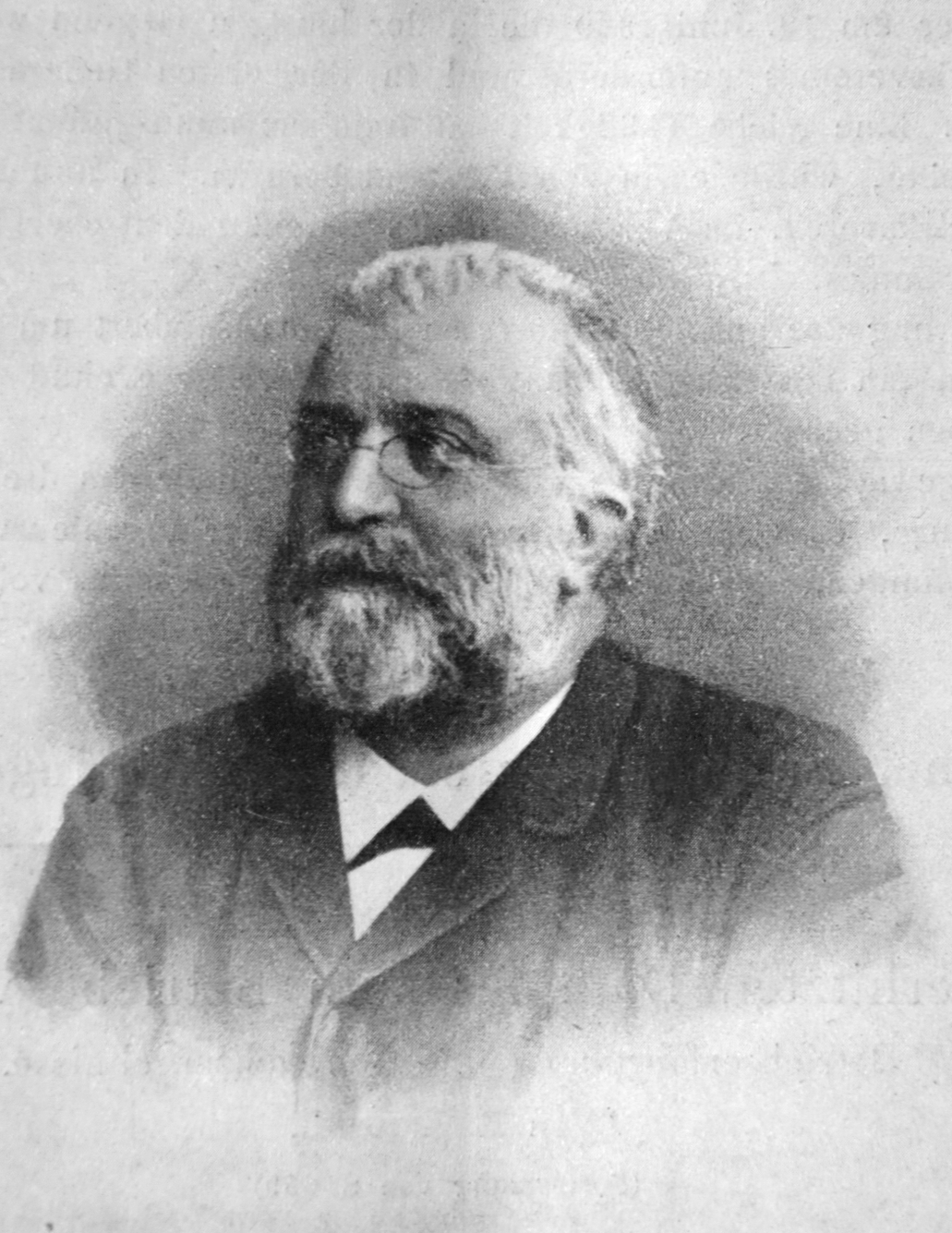
Carl Isambert

Carl Isambert (* 2. Oktober 1839 in Mariahütte; † 7. November 1899 in Mannheim) war ein deutscher Ingenieur. Er war der erste hauptamtliche technische Sachverständige eines Technischen Überwachungsvereins in Deutschland.

## Leben
Carl Isambert war der Sohn des Hüttendirektors Paul Isambert. Er besuchte ein Gymnasium in Trier und danach ebenfalls in Trier die Provinzial-Gewerbeschule. Im Anschluss studierte er von 1858 bis 1861 am Polytechnikum Karlsruhe. Nach seinem Studium arbeitete er von 1861 bis 1868 als Ingenieur beim Hörder Bergwerks- und Hütten-Verein. Als erster hauptamtlich tätiger Sachverständiger eines technischen Überwachungsvereins in Deutschland trat er am 13. Oktober 1868 seinen Dienst bei der Badischen Gesellschaft zur Überwachung von Dampfkesseln an. Diese baute er auf und verblieb bei ihr bis an sein Lebensende.
Carl Isambert trat 1868 dem Verein Deutscher Ingenieure (VDI) mit der Mitgliedsnummer 1602 bei. Als Berufsbezeichnung wurde in der Vereinszeitschrift „Ingenieur und Untersuchungs-Commissar der Gesellschaft zur Ueberwachung von Dampfkesseln in Mannheim“ angegeben. Er forcierte die Gründung des Mannheimer Bezirksvereins des VDI im Jahr 1869, indem er die in Mannheim ansässigen VDI-Mitglieder zur Bildung eines solchen aufforderte. Isambert war langjähriges Vorstandsmitglied des Bezirksvereins. In den Jahren 1873 und 1876 gehörte er dem Vorstand des Gesamtvereins an.
Carl Isambert war verheiratet. Er starb im November 1899 nach kurzer schwerer Krankheit. Nach ihm ist ein Preis benannt, der vom TÜV Süd gestiftet wurde und von der Technischen Hochschule Mannheim vergeben wird.

## Dampfkesselrevision
Mit der steigenden Anzahl von Dampfkesseln in der ersten Hälfte des 19. Jahrhunderts nahm auch die Anzahl der Unfälle infolge des Betriebs solcher Anlagen zu. So war es bei der Explosion eines Dampfkessels in einer Mannheimer Brauerei 1865 zu einem Todesopfer und mehreren Verletzten gekommen. Im Januar 1866 gründeten 22 badische Unternehmer die „Gesellschaft zur Ueberwachung und Versicherung von Dampfkesseln mit dem Sitze in Mannheim“. Im Oktober 1868 trat der wenige Tage zuvor 29 Jahre alt gewordene Isambert seinen Dienst bei der Gesellschaft als erster hauptamtlicher Sachverständiger an. Im selben Jahr beschrieb er in einem Bericht sein Wirken so:

„Fast überall, wo ich hinkam, erkannte man die Zweckmäßigkeit unserer Institution, einzelne Kesselbesitzer erwarteten mich sogar mit Ungeduld, wie der Kranke den Arzt, und ich bin überzeugt, dass dieses System der freiwilligen Ueberwachung eine große Ausdehnung gewinnen wird.“

Er berichtete in seinen ersten Niederschriften unter anderem auch von Kesseln mit fehlender Speisevorrichtung, festgekeilten Sicherheitsventilen und einem „offenkundig Irrsinnigen“, der als Kesselheizer eingesetzt wurde.
Auf der VDI-Hauptversammlung 1871 in Kassel berichtete Isambert über die Fortschritte der Bildung von Vereinen zur Revision und Ueberwachung der Dampfkessel. 1887 gehörte er zu den Autoren eines Berichts, der die dem VDI zur Verfügung gestellten Verordnungsentwürfe des Preußischen Ministeriums für Handel und Gewerbe über kleine Dampfkessel und über Kochgefäße für den VDI-Vorstand bewertete.